# タイワンタガメ属
タイワンタガメ属 (タイワンタガメぞく、Lethocerus) は、半翅目コオイムシ科に属する分類群。
世界の熱帯から亜熱帯、温帯までの地域に生息する。最も多くの種が生息するのはアメリカ大陸で16種が生息し、ヨーロッパには1種、アフリカには2種、オセアニアには2種、アジアには3種が生息する。また、この分類群には、世界最大の半翅目の種が含まれ、その最大体長は約130mm (L.maximus) 。しかし、多くの種の平均的な体長は45~90mmである。また、Benacus属とは前脚に溝があるかないか、タガメ属とは体に対しての前脚の大きさで区別される。

## 生態
コオイムシ亜科とは異なり、オスの背中に卵を産むことは通常無い。そのかわり、卵は陸上の植物や人工物などに産み付けられる。その後、オスは外敵や乾燥から卵を守るため、外敵が近づくと威嚇したり、卵に水を与えたりする。

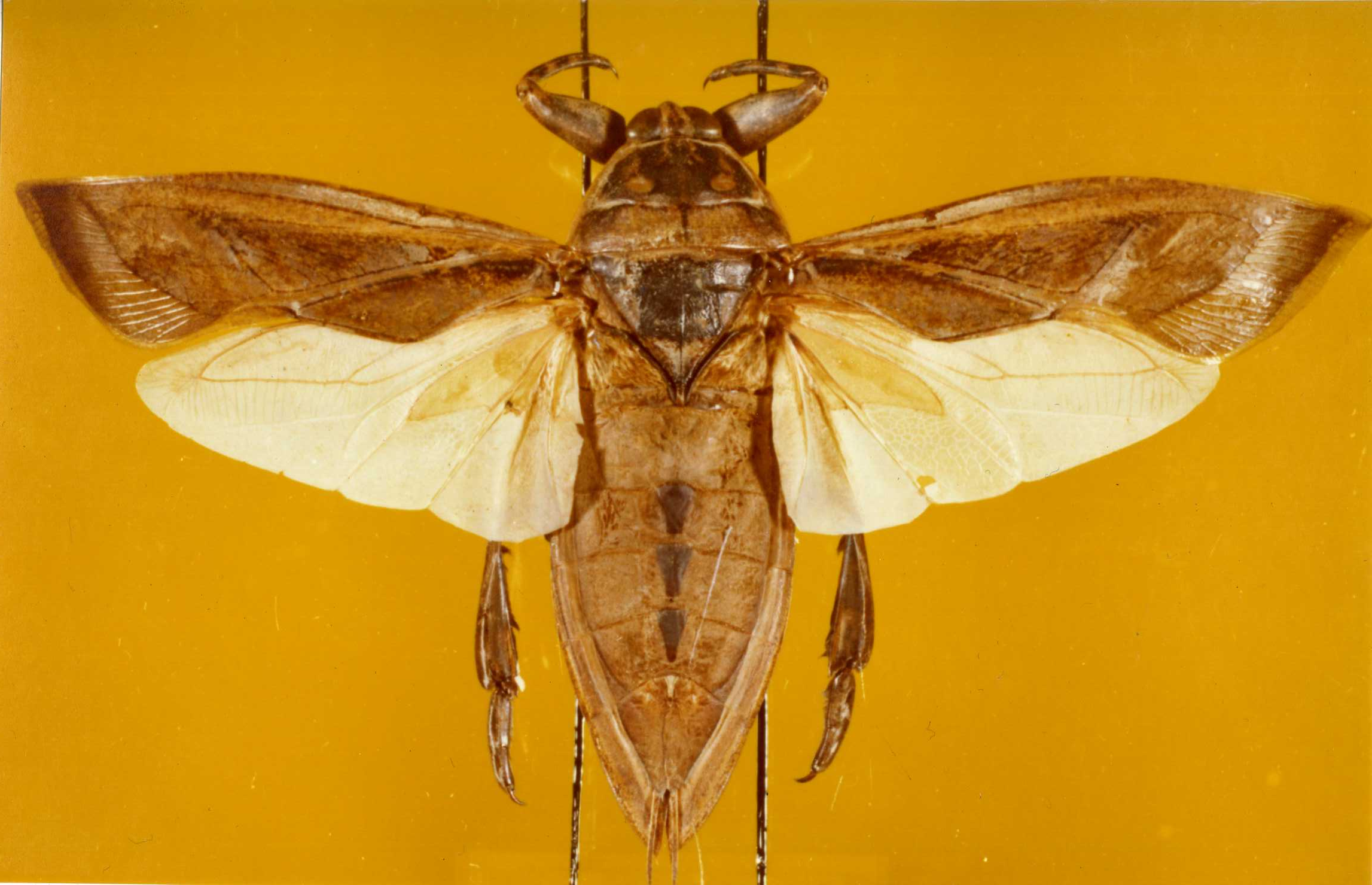
世界最大のタイワンタガメ属に含まれる種はナンベイオオタガメL.maximusで約130mmである

他のタガメ類と同じように、口吻によって獲物を刺し、多くの酵素を含む消化液を注入し獲物の体液を吸うことで獲物を捕食する。また、消化液には 132 もの成分が検出されており、そのいくつかはサシガメに含まれる成分と類似している。また、光に集まる性質を持ち、繁殖期に他の水域に飛んで移動する際によく集まる。また、タイワンタガメなどは東南アジアで食用とされており、いくつかの種は絶滅の危機に瀕している。

## 含まれる種
2006年現在、知られているタイワンタガメ属の種は以下の通り。和名は都築ほか (1999)・市川 (2009) を参考とした。

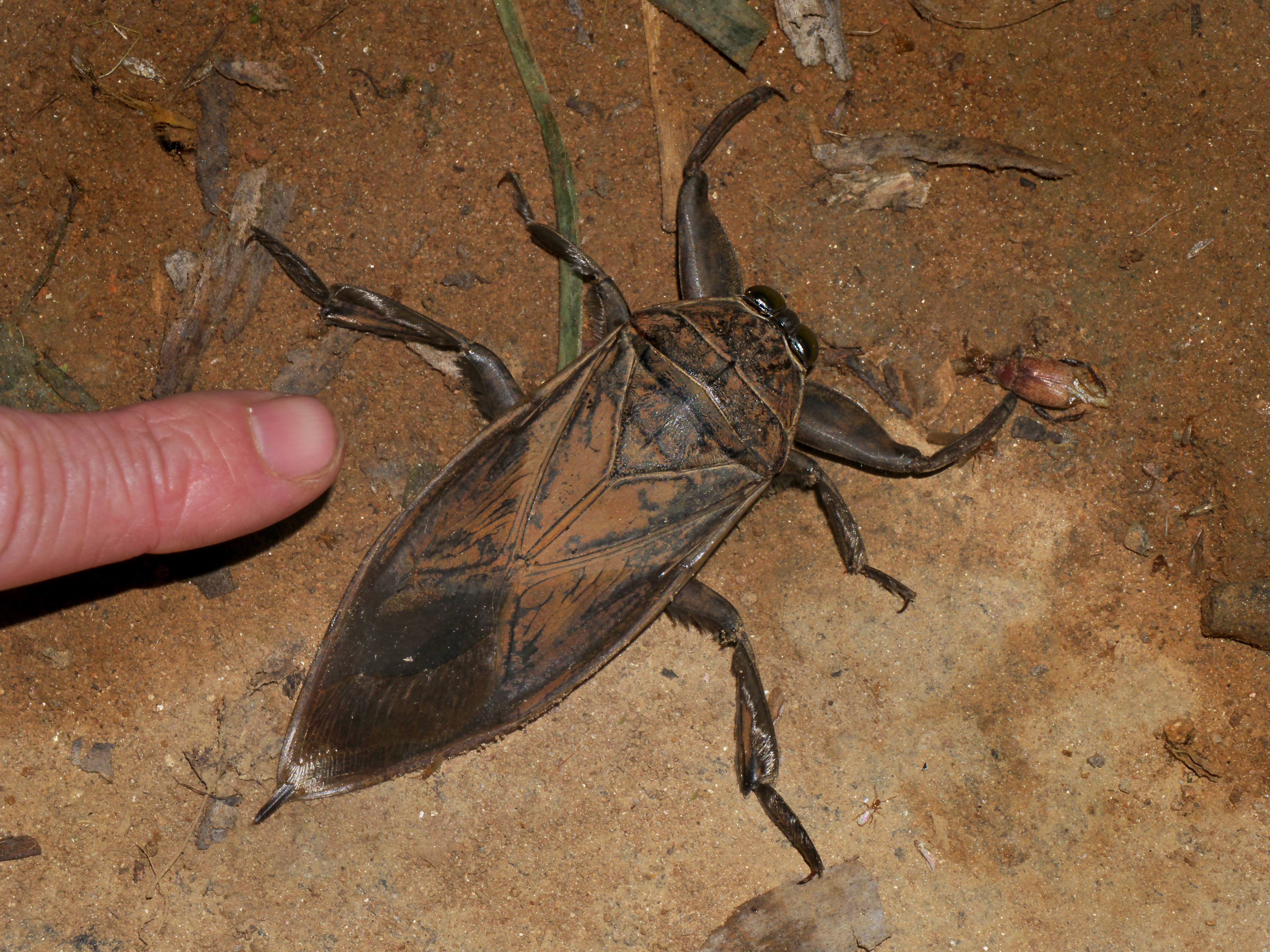
アフリカには、アフリカタガメL.cordofanusとL.oculatusの二種が生息する

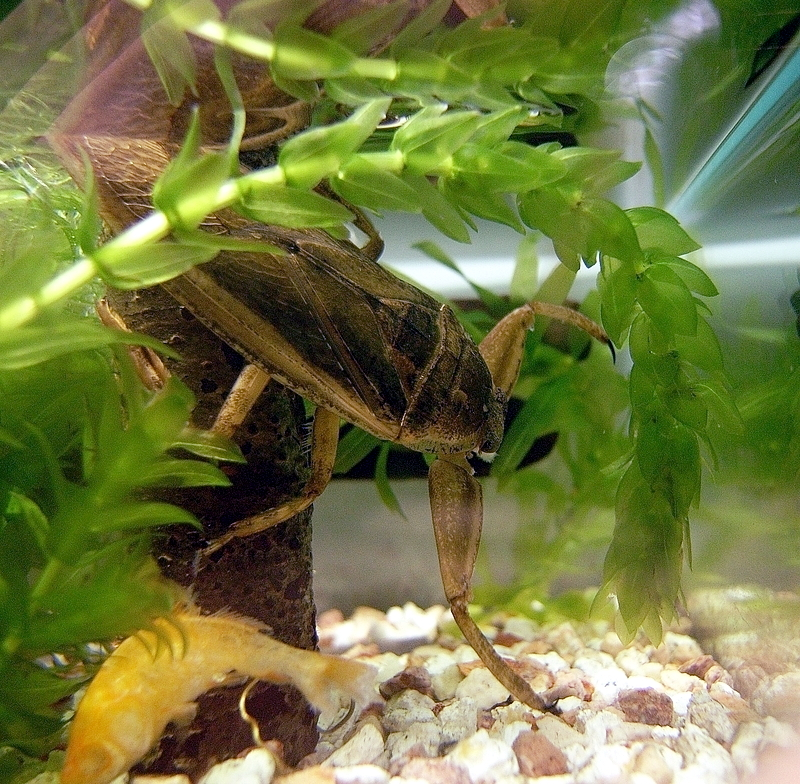
現在タガメは、タガメ属に分類されている

- Lethocerus americanus (Leidy, 1847) アメリカタガメ[11]
- Lethocerus angustipes (Mayr, 1871)
- Lethocerus annulipes (Herrich-Schaeffer, 1845)
- Lethocerus bruchi De Carlo, 1931[注釈 1]
- Lethocerus camposi (Montandon, 1901)
- Lethocerus collosicus (Stål, 1854)
- Lethocerus cordofanus Mayr, 1853 アフリカタガメ[11]
- Lethocerus delpontei De Carlo, 1930
- Lethocerus dilatus Cummings, 1933
- Lethocerus distinctifemur Menke, 1960
- Lethocerus grandis (Linnaeus, 1758) ナンベイオオタガメ[12][注釈 2]
- Lethocerus indicus (Lepeletier & Serville, 1825) タイワンタガメ[11]
- Lethocerus insulanus (Montandon, 1898)
- Lethocerus jimenezasuai De Carlo, 1957
- Lethocerus maximus De Carlo, 1938 ナンベイオオタガメ[11][12]
- Lethocerus mazzai De Carlo, 1961
- Lethocerus medius (Guérin-Méneville, 1857)
- Lethocerus melloleitaoi De Carlo, 1933
- Lethocerus oculatus (Montandon, 1896)
- Lethocerus patruelis (Stål, 1854)
- Lethocerus truxali Menke, 1959
- Lethocerus uhleri (Montandon, 1896) メキシコタガメ[12]、アメリカコガタタガメ[11]

この属の知られている最古の化石は、英国ワイト島のベンブリッジマールズ産の不確定種である。
これらに加えて、最も有名なタガメの1つであるタガメも伝統的にこの属に含まれていたが、2006年にタガメ属に移された。